# Paplînți, Stara Sîneava
Paplînți (în ucraineană Паплинці) este localitatea de reședință a comunei Paplînți din raionul Stara Sîneava, regiunea Hmelnîțkîi, Ucraina.

## Demografie
Componența lingvistică a localității Paplînți
     Ucraineană (99,68%)
     Alte limbi (0,32%)
Conform recensământului din 2001, majoritatea populației localității Paplînți era vorbitoare de ucraineană (99,68%), existând în minoritate și vorbitori de alte limbi.